# Епишково
Епишково — деревня в Тульской области России. С точки зрения административно-территориального устройства входит в Шелепинский сельский округ Алексинского района . В плане местного самоуправления входит в состав муниципального образования город Алексин. 

## География
Находится в северо-западной части региона, в пределах северо-восточного склона Среднерусской возвышенности, в подзоне широколиственных лесов, возле реки Свинка и деревни Малое Шелепино, в 6-7 км к юго-востоку от Алексина.

### Климат
Климат на территории деревни, как и во всём районе, характеризуется как умеренно континентальный, с ярко выраженными сезонами года. Средняя температура воздуха летнего периода — 16 — 20 °C (абсолютный максимум — 38 °С); зимнего периода — −5 — −12 °C (абсолютный минимум — −46 °С).
Снежный покров держится в среднем 130—145 дней в году.
Среднегодовое количество осадков — 650—730 мм..

## История
Впервые упоминается в 1628 г. как «Епишково, Тоярыково тож». Название Тоярыково ещё употребляется в подворной переписи 1709 г. и ландратской переписи 1720 г., однако уже в ревизии 1745 г. и исповедной ведомости 1747 г. используется только название Епишково.
Находилось во владении старинного дворянского рода Епишковых родом из Новгорода, однако род постепенно пришёл в упадок.
Согласно ревизской сказке 1720 г., в сельце имелся самогонный аппарат («медный винный куб») для собственного помещичьего обихода, с которого платился оброк.
В XVIII в. крестьяне подожгли усадьбу помещика Дмитрия Савостьяновича Епишкова (здание не сохранилось).
В 1920-е годы века деревня Епишково входила в состав с.х. кооперативного товарищества «Ласточка», с 1928 г. — в состав коммуны «Красный Октябрь» при деревне Большое Шелепино:
«В 1928 году в дер. Б. Шелепино, в бывшем помещичьем имении Кисловской, была создана коммуна — в большинстве из бедняцких хозяйств дер. Б. Шелепино и Епишково. Появился у них трактор „Фордзон“. Тяжело приходилось коммунарам, ещё не было достаточного опыта в работе, бедны были в механизации».
Весной 1931 года была создана сельскохозяйственная артель «Путь Ильича», которая стала передовым хозяйством в районе.
В ноябре-декабре 1941 гг. Епишково было оккупировано, после освобождения было включено в соседний совхоз «Авангард», часть жителей переехала в Алексин или Большое Шелепино.
В конце XX в. деревня приходит в упадок, в ней насчитывается меньше десятка домов. Однако с начала XXI в., ввиду удобного расположения, в ней начинается коттеджное строительство.

### Административно-территориальная принадлежность
По ревизии 1709 г. и предыдущим писцовым и переписным книгам сельцо относилось к Конинскому стану Алексинского уезда.
По ревизии 1795 г. входило в Алексинскую округу Тульского наместничества.
С конца XVII в. Епишково было приписано к церковному приходу церкви Михаила Архангела в с. Свинки (позднее Архангельское, ныне Авангард) (церковь перестроена в 1714 г.). Единственным исключением является ревизия 1745 г., где небольшая часть крестьян упоминается как ранее приписанная к приходу церкви Рождества Христова на погосте Рождество-Слуки, однако уже в первой сохранившейся исповедной ведомости середины XVIII в. и во всех последующих исповедях крестьяне деревни упоминаются только в приходе с. Свинки (Архангельское).
С начала XIX в. и по состоянию на 1913 г. сельцо относилось к Стрелецкой волости Алексинского уезда.
В 1920-е гг. деревня Епишково (бывшее сельцо) относилась к Шелепинскому сельсовету.

### Владельцы
К середине XIX века крестьяне деревни были раздроблены между 5-6-7 наследниками рода Епишковых; на каждого представителя рода приходилось всего несколько крепостных семей, небольшая часть была отпущена на волю ещё до крестьянской реформы.
Дозорные книги
- 1614—1615 гг: Вдова Марфа Васильевна Епишкова и сын её Иван
- 1616: они же, а также Лукьян Епишков

Писцовые и переписные книги XVII в.:
- 1628: Иван Васильевич, Лукьян Никитич Епишковы[8]
- 1646: Пётр и Семён Ивановичи Епишковы.
- 1685—1700: Пётр и Семён Ивановичи Епишковы, Семён Семёнович Епишков — вместе с близлежащей деревней Ушаково[9].

Подворная перепись 1709 г.
- 1709: Пётр Иванович, Прокофий и Михаил Семёновичи Епишковы[10].

Ревизские сказки XVIII—XIX вв.:
- 1721: Савостьян Петрович и Михаил Семёнович Епишковы, дьяк Иван Варфоломеевич Самороцкий[11], вместе с близлежащими: Ушаково, Шутилово, Брагино.
- 1745: прапорщики Иван и Дмитрий, квартирмейстер Пётр, подростки Александр, Павел, Семён, Василий Савостьяновичи Епишковы; Михаил Семёнович Епишков[12].
- 1747: прапорщик Иван Савостьянов сын Епишков[13].
- 1768: майор Иван Савостьянов сын Епишков и жена его Елисавета Васильева, майор Дмитрий Савостьянов сын Епишков[14].
- 1782: майор Дмитрий Савостьянович Епишков, секунд-майор Иван Савостьянович Епишков, поручик Пётр Семёнович Епишков[15].
- 1795: майор Иоасаф (Асаф) Дмитриевич Епишков, прапорщик Николай Дмитриевич Епишков[16].
- 1811: Анна и Варвара Наумовна Булгаковы (дочери титулярной советницы Аграфены Булгаковой), Анна Асафовна Епишкова, майор Асаф Дмитриевич Епишков, Вера Борисовна Епишкова, Евгения Фёдоровна Епишкова, прапорщик Николай Дмитриевич Епишков[17].
- 1816: Аграфена Петровна Булгакова, Анна и Варвара Наумовна Булгаковы, Анна Асафовна Епишкова, Асаф Дмитриевич Епишков, Вера Борисовна Епишкова, прапорщик Дмитрий Николаевич Епишков (с малолетними братьями Александром, Иваном и Константином), Евгения Федоровна Епишкова, прапорщик Николай Дмитриевич Епишков[18].
- 1834: Наталья Андриановна Артемьева-Карелова (до замужества Костромитинова; купила крестьян у Н. Д. Епишкова, Н. Н. Струниной, Е. Н. Вознесенской и А. П. Булгаковой), Александр Николаевич Епишков, Анна Наумовна Епишкова, Екатерина Николаевна Епишкова, Татьяна Николаевна Абельдяева (до замужества Епишкова)[19].
- 1850: Наталья Андриановна Артемьева-Карелова, Михаил Дмитриевич Артемьев-Карелов, Елена Николаевна Воинова (до замужества Епишкова), Александр Николаевич Епишков, Анна Наумовна Епишкова, Дмитрий Николаевич Епишков, Екатерина Николаевна Епишкова, Татьяна Николаевна Оболдяева (Абельдяева)[20].
- 1858: Татьяна Николаевна Абельдяева (Абильдяева), Михаил Дмитриевич Артемьев-Карелов, Наталья Андриановна Артемьева-Карелова, Елена Николаевна Воинова, Анна Наумовна Епишкова, наследники Дмитрия Николаевича Епишкова, Мария и Екатерина Александровна Епишковы[21].

## Население
| 2010 |
| ---- |
| 8    |

### Историческая численность и движение населения
Первые переписи населения в Епишкове были проведены в 1628 г. и 1646 гг. В переписной книге 1646 г. отмечена первая попытка введения крестьянских родовых имён (фамилий), которые не прижились и в последующих переписях (ревизиях) не упоминались; в этой же переписи несколько семей отмечены как беглые, а их дворы — как опустевшие. Следующие два пика побегов крестьян приходятся на начало XVIII в. (Пётр Первый) и первую треть XIX в. после Отечественной войны.
В начале XVIII в. несколько крестьян были переведены из других имений Епишковых — деревень Алферово Серпуховского уезда (ныне Чеховский район Московской области) и Брагино Калужского уезда. В 1730—1740-е гг., в связи с браком между представителями родов Даниловых и Епишковых, в Епишково были переселены некоторые крестьяне из селений Островки, Нефедово, Ревякино (Тульского уезда, ныне Ленинского района Тульской области, в составе городского округа Тула). Во второй половине XVIII в. крестьян из Епишкова также переводили в другие имения Епишковых и наоборот: Колобово (ныне Колбово, Богородицкий район Тульской области), Ильинское (ныне микрорайон Ильинка-1 г. Новомосковск) и др. В конце XVIII г. несколько крестьянских семей были куплены и переселены из с. Лыткино Алексинского уезда — к потомкам этой волны переселенцев из Лыткина относится фамилия Носовых.
До начала XIX в. крестьяне с. Епишково, за крайне редкими единичными исключениями, женились и выходили замуж за принадлежавших помещикам Епишковым, как из поселений в составе Алексинского уезда, так иногда и из других уездов Тульской, Калужской и Московской губерний. С начала XIX в., в связи с дроблением помещичьих владений, они начинают жениться также на жителях соседних деревень, принадлежавших другим помещикам, а со второй половины XIX в. появляются жёны и приезжие крестьяне из дальних деревень, куда жители Епишкова ездили на заработки.
Подворная перепись 1910—1912 гг. делит жителей Епишкова на 3 общины: 1) дворяне, 2) семейство Носовых (15 га земли), 3) прочие семейства. Вторым по влиянию, после Носовых, было семейство Измайловых (один из его членов был председателем волостного суда). Самые многолюдные дворы были у Колябиных и Мурашовых. Многие из крестьян Епишкова, наряду с земледелием, занимались выпечкой хлеба, ездили на заработки в соседние города или на железную дорогу. В сельце было 34 двора, 3 общины.
После революции многие жители переселяются в соседние деревни (Шелепино, Горушки и др.), численность населения снижается.

### Фамилии (дворовые имена)
Впервые фамилии (дворовые имена) крестьян Епишкова упоминаются в переписных книгах 17 века, однако они не упоминаются в последующих ревизиях, и ни одна из этих ранних фамилий в дальнейшем не сохранилась.
С 1892 г. в метриках впервые регулярно упоминаются фамилии жителей Епишкова: Измайловы, Мурашовы, Колябины, Романовы, Малинины, Клевалкины, Грязновы, Васильевы, Корзинкины, Носовы (часть этих фамилий, то есть дворовых имён, нерегулярно упоминалась в метриках с середины 19 века, но не упоминалась в ревизиях и исповедных ведомостях). Больше половины жителей, числившихся по состоянию на начало 20 в., восходят к коренным родам деревни, впервые упомянутым в переписи 1628 г. (более ранние переписи отсутствуют) и породнённых между собой. Родоначальником Мурашовых был Клим Панкратов (староста в конце XVIII в.), Колябиных — его брат Гавриил Панкратов (кроме одной ветви, также приписанной к Мурашовым), Измайловых — Измаил Карпов (внук Филимона Макарова, дяди Клима и Гавриила), Романовых — Роман Игнатов (староста в начале XIX в., погиб, служа извозчиком в Тульском ополчении в войне 1812 г.), Малининых — Венедикт Андреянов (умер в нач. XIX века), Носовых и Васильевых — Василий Самойлов, переселённый со всеми родственниками из дер. Лыткино. Прочие фамилии в деревне (их носители были малочисленными) относились к постоялым солдатам, временно проживающим мещанам или дворовым людям помещиков Епишковых (из дворовых происходил, в частности, известный кондитер В. Сериков).
Фамилия Корзинкиных исчезла в начале XX в. в связи с отсутствием потомков мужского пола. Семейство Грязновых также связано с деревней Новосёлки Заокского района, куда переселилась часть представителей их рода.

### Национальный и гендерный состав
Согласно результатам переписи 2002 года, в национальной структуре населения русские составляли 100 % из 17 чел.. Проживали по 7 мужчин и 10 женщин.

## Известные жители
- Сериков, Василий Евлампиевич — купец, кондитер. В ряде публикаций ошибочно указывается как уроженец Епишкова, в действительности его семья была родом из соседнего с. Горушки, а Сериков переселился в Епишково в конце 1860-х гг.[23]

## Инфраструктура
Личное подсобное хозяйство.

## Транспорт
Деревня доступна автотранспортом. Ближайшая остановка общественного транспорта «Поворот на Большое Шелепино» находится на автодороге 70К-003. 